# Lingue iraniche
Le lingue iraniche (codice ISO 639-2 e ISO 639-5 ira) sono un ramo della famiglia linguistica indoeuropea con un numero stimato di 150-200 milioni di parlanti di madrelingua. Insieme alle lingue indoarie formano il gruppo indoiranico. L'avestico e l'antico persiano, compresi nel ramo iranico, costituiscono due delle lingue indoeuropee di più antica attestazione (insieme con il sanscrito, il vedico, il greco e l'ittita).

## Nome
Questo ramo è chiamato "iranico" perché i suoi membri principali, incluso il persiano, sono stati parlati in un'area centrata intorno all'altopiano iranico sin da tempi antichi.
D'altra parte, in quanto classificazione linguistica, il termine non implica nessuna connessione necessaria con lo stato dell'Iran, né esso comprende tutte le lingue parlate oggi nell'area. Alcuni autori iraniani usano il termine "lingue iraniche" in senso lato, in un'accezione non linguistica, includendovi tutte le lingue parlate da coloro che si identificano come parte della nazione iraniana, o da popoli antichi la cui cultura gli iraniani odierni vedono come parte della loro tradizione nazionale. Questa accezione di "iranico" non sarà considerata oltre in questo articolo, che è incentrato unicamente sulle lingue derivate dal protoindoeuropeo attraverso il protoiranico.

## Lingue iraniche antiche
Le lingue indoiraniche probabilmente ebbero origine nell'Asia centrale; la cultura di Andronovo è la candidata quasi universalmente accettata al titolo di cultura comune indoiranica (circa 2000 a.C.).
Insieme con le altre lingue indoiraniche, le lingue iraniche sono discese da un antenato comune, il protoindoeuropeo. Questa protolingua si differenziò in:
- Lingue indiane, incluso il sanscrito (attestato dal II millennio a.C.)
- Lingue dardiche
- Lingue nuristaniche
- Lingue iraniche, inclusi l'avestico (attestato circa dal 1000 a.C.) e l'antico persiano (attestato circa dal 500 a.C.).

Le antiche lingue iraniche cominciarono a dividersi e a evolvere separatamente quando le varie tribù iraniche migrarono e si insediarono in vaste aree dell'Europa sudorientale (Iazigi, Sciti), dell'altopiano iranico e dell'Asia centrale e probabilmente della Siberia meridionale (Saci) dove successivamente si sarebbero estinte a causa dell'espansione turco-mongola medioevale.

Dal punto di vista linguistico le lingue iraniche antiche sono suddivise in due grandi famiglie, e in sottofamiglie:
- il gruppo orientale
- il gruppo occidentale
  - il gruppo sud-occidentale
  - il gruppo nord-occidentale

Il gruppo orientale include il sogdiano, il corasmiano, il sacio e l'avestico (anche noto come "Battriano antico"; il gruppo nordoccidentale comprende il medo; il gruppo sudoccidentale comprende l'antico persiano.
L'avestico è attestato principalmente attraverso l'Avestā, il libro sacro del mazdeismo o zoroastrismo. L'antico persiano invece attraverso numerose iscrizioni in caratteri cuneiformi.

## Il medio-iranico
Quello che è conosciuto nella linguistica iranica come "medio-iranico" (in persiano فارسی میانه‎) si ritiene abbia avuto origine intorno al IV secolo a.C. e sia durato fino al IX d.C. Di nuovo, geograficamente, si può suddividere anch'esso in due grandi famiglie, occidentali e orientali.
Le prime comprendono le due lingue medio persiane, ossia il partico (o arsacide) e il pahlavi (o sasanide), mentre le seconde il battriano, il sogdiano, il corasmiano, il sacio e l'antico osseto (scito-sarmatico).
Le due lingue occidentali erano linguisticamente molto affini tra loro, ma alquanto distinte rispetto alle loro controparti orientali. D'altra parte queste ultime mantenevano una somiglianza maggiore con le lingue iraniche antiche.
Esse erano scritte in diversi alfabeti aramaici, evolutisi dall'alfabeto aramaico imperiale degli Achemenidi.
Il medio-persiano o pahlavi era la lingua ufficiale dell'Impero sasanide. Fu in uso dal III secolo fino alla fine del X. Era la lingua anche dei Manichei, dei quali sopravvive una letteratura piuttosto limitata. L'alfabeto aramaico imperiale in quest'epoca conobbe una significativa maturazione.

## Le lingue iraniche dopo la conquista islamica della Persia
In seguito alla conquista islamica dell'Iran ci furono importanti cambiamenti nel ruolo dei diversi dialetti persiani all'interno dell'impero. L'antico prestigio del medio persiano fu rimpiazzato da un nuovo dialetto standard chiamato dari come lingua ufficiale della corte. Il nome Dari viene dalla parola "دربار" che fa riferimento alla corte imperiale, dove fiorirono molti poeti e mecenati sostenitori della letteratura (vedi letteratura persiana).
La dinastia Saffaride in particolare fu la prima di una serie di numerose dinastie ad adottare ufficialmente la nuova lingua nell'857. Si pensa che il Dari sia stato pesantemente influenzato dai dialetti regionali dell'Iran orientale, laddove invece lo standard del pahlavi era stato basato maggiormente sui dialetti occidentali. Questo nuovo dialetto di prestigio divenne la base del moderno persiano standard. Studiosi persiani medievali, come Abd Allāh ibn al-Muqaffaʿ (VIII sec.) e Ibn al-Nadim (X sec.) associarono il termine "Dari" con la provincia orientale del Khorasan, mentre utilizzarono il termine "Pahlavi" in riferimento ai dialetti nordoccidentali, delle aree tra la provincia di Isfahan e l'Azerbaigian, e "Parsi" (persiano proprio) per i dialetti del farsi. Essi stessi peraltro segnalarono che la lingua non ufficiale della nobiltà era un'altra ancora, il "Khuzi", messo in relazione con la provincia orientale del Khūzestān.
La conquista islamica inoltre segnò una rottura anche per il fatto di adottare la scrittura araba per scrivere il persiano. Essa fu adattata all'uso con l'introduzione di alcune lettere aggiuntive. Questo processo probabilmente richiese un certo tempo, durante la seconda metà dell'VIII secolo, quando la vecchia scrittura medio-persiana cadde in disuso.
La summenzionata scrittura araba è quella ancora oggi in uso per il persiano contemporaneo.
La scrittura della lingua tagica fu resa con l'alfabeto cirillico negli anni venti/trenta del XX secolo, per iniziativa del governo sovietico.
L'area geografica in cui furono parlate le lingue iraniche è stata ridimensionata in diverse zone dall'espansione di varie lingue vicine. L'arabo si diffuse in alcune parti dell'Iran occidentale (Khuzestan), e le lingue turche si sono estese in buona parte dell'Asia centrale, soppiantando diverse lingue iraniche, come il sogdiano e il battriano, in zone oggi facenti parte di Turkmenistan, Uzbekistan e Tagikistan.
Inoltre soppiantarono anche l'antica lingua iranica parlata nell'Azerbaigian, nota come azari.

## Classificazione delle lingue iraniche
I. Lingue iraniche orientali
A. Lingue iraniche nordorientali
- Lingua avestica [codice ISO 639-3 ave]
- Lingua corasmia [xco]
- Lingua battriana [xbc]
- Lingua sogdiana [sog] (dialetti: cristiano, buddhista, manicheo)
- Lingua yaghnobī [yai]
- Lingua scitica [xsc]
- Sarmatico
- Lingua alana [xln]
- Lingua osseta [oss] (dialetti: iron, digor)
- Lingua jassica [ysc]

B. Lingue iraniche sudorientali
- Lingua munji [mnj]
- Lingua sanglechi [sgy]
- Lingua ishkashimi [isk]
- Zebaki
- Lingua sarikoli [srh]
- Lingua shughni [sgh]
- Rushani
- Lingua yazgulyam [yah]
- Lingua wakhi [wbl]
- Lingua yidgha [ydg]
- Sacio (dialetti: lingua khotanese [kho] e lingua tumshuqese [xtq])
- Lingua pashtu [pus]
- Lingua waneci [wne]
- Waziri

II. Lingue iraniche occidentali
A. Lingue iraniche nordoccidentali
- Lingua ormuri [oru]
- Lingua parachi [prc]

Nord-occidentali:
- Lingua ashtiani [atn]
- Amora'i,
- Lingua dari zoroastriana [gbz]
- Kahaki
- Lingua vafsi [vaf]
- Hamadani ebraico
- Borujerdi ebraico

Occidentali:
- Mahallati
- Vanishani
- Lingua khunsari [kfm]
- Khunsari ebraico

Centro-settentrionali:
- Arani
- Bidgoli
- Delijani
- Nashalji
- Abuzaydabadi
- Qohrudi
- Badrudi
- Kamu'i
- Meyma'i
- Abyana'i
- Lingua soi [soj]
- Lingua badi
- Lingua natanzi [ntz]
- Kasha'i
- Tari
- Taqi
- Kashani ebraico

Meridionali:
- Lingua gazi [gzi]
- Sedehi
- Ardestani
- Zefra'i
- Nohuji
- Sajzi
- Kuhpaya'i
- Jarquya'i
- Rudashti
- Esfahani ebraico

Orientali:
- Kermani
- Lingua nayini [nyq]
- Anaraki
- Varzenei
- Yazdi ebraico
- Kermani ebraico
- Tudeshki
- * Abchuya'i
- Lingua sivandi [siy]
- Khuri
- Farvi
- Farroki
- * Lingua curda [kur] (dialetti: sorani (lingua curda centrale [ckb]), kurmanji (lingua curda settentrionale [kmr]), lingua curda meridionale [sdh], lingua laki [lki], dialetto gorani
- Lingua bajelani [bjm]
- Lingua kirmanjki [kiu]
- Linguq dimli [diq]
- * Lingua sarli [sdf]
- Lingua partica [xrp]
- Lingua semnani [smy]
- Lingua sangisari [sgr]
- Lingua lasgerdi [lsa]
- Lingua sorkhei [sqo]
- Medo
- Lingua mazanderani [mzn] (dialetti: saravi, baboli, amoli, lafori; salousi, kelari, shahsavari, gelaki; gorgani, delandi; lingua shahmirzadi [srz], kholardi, firoozkoohi; astarabadi, katouli)
- Lingua balochi [bal]
- Lingua koroshi [ktl]
- Lingua gilaki [glk]
- Rashti
- * Nahavandi ebraico
- Lingua harzani [hrz]
- Alviri
- Lingua eshtehardi [esh]
- Lingua gozarkhani [goz]
- Lingua kabatei [xkp]
- Lingua kajali [xkj]
- Lingua karingani [kgn]
- Lingua kho'ini [xkc]
- Lingua koresh-e rostam [okh]
- Lingua maraghei [vmh]
- Lingua razajerdi [rat]
- Lingua rudbari [rdb]
- Lingua shahrudi [shm]
- Lingua takestani [tks]
- Lingua taromi superiore [tov]
- Khalaj iranico
- Lingua taliscia [tly]

B. Lingue iraniche sudoccidentali
- Lingua persiana antica [peo],
- Lingua pahlavi [pal] o medio persiano (dialetti: pahlavi manicheo)
- Persiano:
  -  Lingua persiana (farsi) [fas]
  - Lingua dari [prs] (Afghanistan)
- Lingua tagica [tgk]
- Lingua hazaragi [haz]
- Shirazi ebraico
- Bukhori ebraico
- Khuzestani
- Lingua aimaq [aiq]
- Lingua darwazi [drw]
- Lingua dehwari [deh]
- Lingua pahlavani [phv]
- Lingua tat ebraica [jdt]
- Lingua tat islamica [ttt]
- Lingua lari [lrl]
- Lingua bashkardi [bsg]
- Lingua luri [ldd]
- Lingua kumzari [zum]